# Mišica potezalka nosnega pretina
Mišica potezalka nosnega pretina, tudi mišica potezalka nosnih kril (lat. M. depressor septi ali M. depressor alae nasi), je majhna mišica nosu, ki izvira z gibljivega dela nosnega pretina, poteka navpično navzdol, preide jamico zgornjih sekalcev ter se prepleta z vlakni krožne mišice ust.

## Funkcija
Glavna naloga mišice je potezanje nosnega pretina in nosnih kril vertikalno navzdol. Njena vloga je tako podobna vlogi prečnega dela nosne mišice, s svojo akcijo pa nasprotuje delovanju prečnega dela te iste mišice.